# Acrochordonichthys pachyderma
Acrochordonichthys pachyderma es una especie de pez de la familia Akysidae en el orden de los Siluriformes.

## Morfología
• Los machos pueden llegar alcanzar los14,5 cm de longitud total.
- Número de  vértebras:37.[1]

## Distribución geográfica
Se encuentra en el Sudeste asiático: Borneo.